# Ki Ho Choi
Ki Ho Choi (en chino tradicional, 蔡其皓, nacido el 5 de mayo de 1991 en Hong Kong) es un exciclista profesional. A finales del 2013 anunció su retirada para dedicarse a los estudios.

## Palmarés
2010
- Tour de Berna

2011
- Campeonato de Hong Kong en Ruta
- Tour de Corea

2012
- Tour de Fuzhou, más 1 etapa
- Tour de Ijen, más 1 etapa
- 1 etapa del Tour de Vietnam
- 3.º en el campeonato de Hong Kong en Ruta

2013
- Tour de Tailandia
- Campeonato de Hong Kong Contrarreloj